# Gorno-Badachsjan

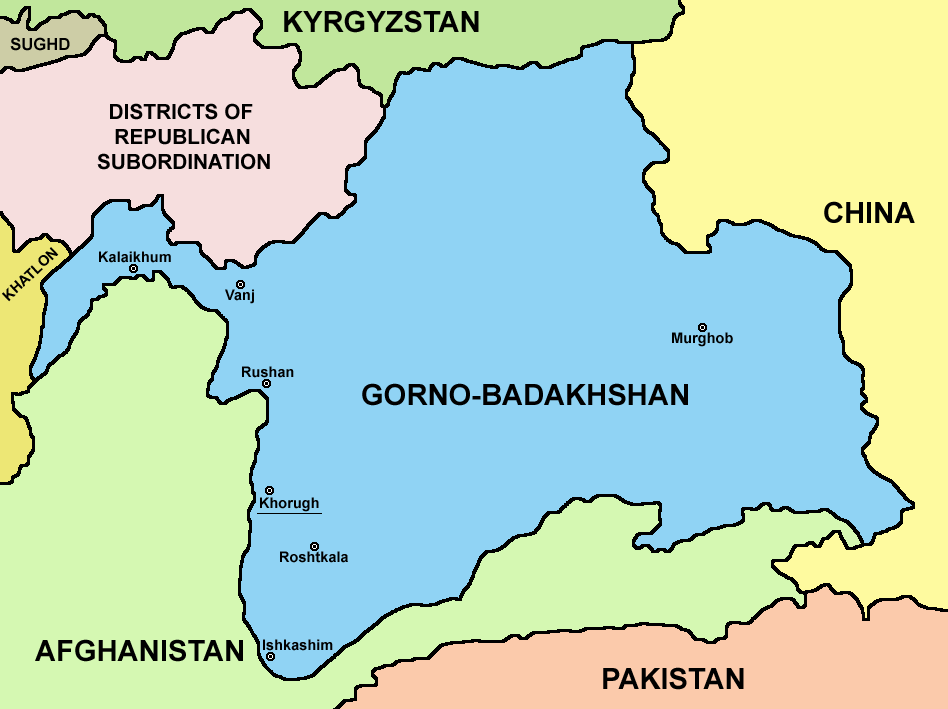

Gorno-Badachsjan (tadzjikiska: Вилояти Мухтори Кӯҳистони Бадахшон, Vilajati Muchtori Köhistoni Badachsjon) är en autonom provins i Tadzjikistan, belägen i den sydöstra delen av landet. Den har en yta på 63 700 km² och invånartalet är över 219 000 (år 2004). Residensstad är Chorug.
Gorno-Badachsjan bildades 1925 efter att Sovjetunionen erövrat området. 1929 fick regionen status som autonomt oblast inom det nybildade Tadzjikiska SSR. Efter Sovjetunionens upplösning 1991 blev Gorno-Badachsjan en autonom provins inom Republiken Tadzjikistan.
Provinsen drabbades hårt under det Tadzjikistanska inbördeskriget 1992-1997. Under inledningen av inbördeskriget utropade den lokala provinsregeringen Gorno-Badachsjan som självständigt från Tadzjikistan och under kriget utkämpades strider mellan regeringsstyrkor och lokala gerillagrupper. Självständighetsförklaringen drogs dock senare tillbaka.
Folkrepubliken Kina gjorde länge anspråk på stora delar av provinsen som en del av Xinjiang, tills ett avtal slöts 2002. Republiken Kina på Taiwan gör fortfarande anspråk på provinsen.

## Distrikt
- Vanj distrikt
- Darvoz distrikt
- Isjkosjim distrikt
- Murghob distrikt
- Rosjtqala distrikt
- Rusjon distrikt
- Sjughnon distrikt